# Sherron Watkins
Sherron Watkins (ur. 28 sierpnia 1959) – wiceprezydent ds. rozwoju w korporacji Enron, przesłuchiwana w sprawie bankructwa przedsiębiorstwa przez Izbę Reprezentantów i Senat na początku 2002.
W sierpniu 2001 Watkins zawiadomiła ówczesnego prezesa Enronu o nieprawidłowościach w raportach finansowych korporacji. Została skrytykowana za to, że nie ujawniła wcześniej swoich podejrzeń organom rządowym – jej raport został opublikowany pięć miesięcy po napisaniu.
W 2002 była jedną z trzech osób (tzw. The Whistleblowers), które magazyn „Time” uhonorował tytułem „Człowieka Roku”.